# 嚴家淦故居
嚴家淦故居，位於臺灣臺北市中正區博愛特區，為中華民國第5任總統嚴家淦的官邸，列國定古蹟。

## 建築

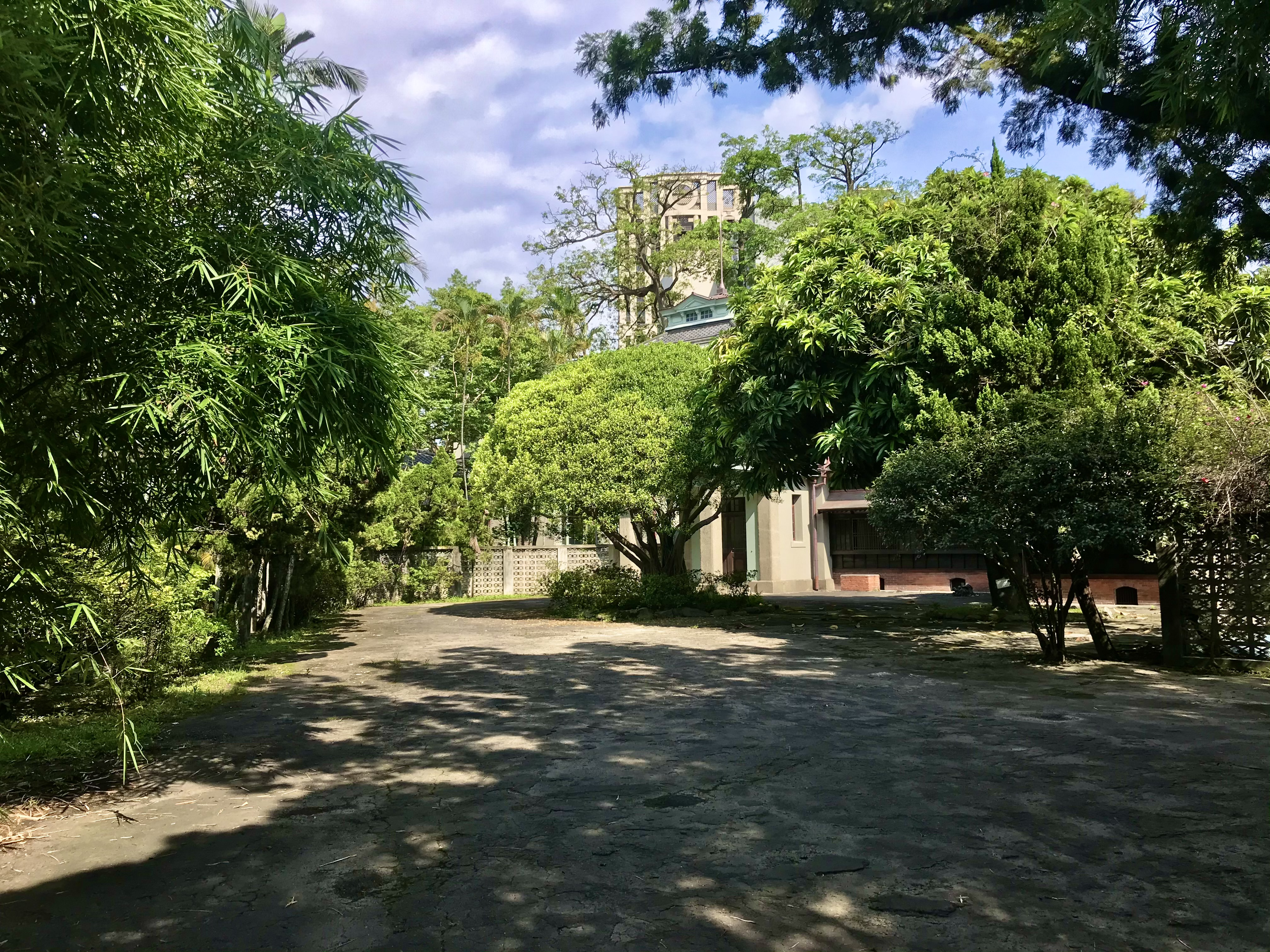
庭院

嚴家淦故居地點一帶屬博愛特區，為臺北捷運車站最密集的區域，但此區域充滿綠蔭植栽、空間步道，一直受到高度管制。原配作臺灣銀行頭取官舍（頭取為銀行董事長），共843.73坪，主體建築為洋式二層樓建物，屋頂有突出的尖塔，建坪約200多坪，1920年再增建日式木造房舍，地址是重慶南路二段4號。圍牆曾於1963年蘇澳地震倒塌20公尺。庭樹為日治時期種植，大多為青剛櫟、九芎、榕樹、楓香等臺灣原生種，還有三棵樹圍壯碩的黑板樹。西式的水泥牆上頂著東亞式的磚瓦屋簷，內部也是西式裝潢卻有東亞式橫樑。一樓包括會客室、大餐廳和日式廂房；二樓則是書房、臥室與起居室。房子用料十分精細，地板還是南亞塑膠出品的第一批地磚。中央研究院台灣史研究所研究員黃蘭翔表示，嚴家淦故居設計者不詳，當時臺灣銀行是野村一郎設計，推斷此官舍可能也是其作品。
因涉及中華民國總統官邸周邊維安，嚴家淦故居原則不開放參觀；就算因特殊開放需求，也要由維安單位核可方可辦理。
嚴家淦故居北側圍牆外的大同之家，是嚴家淦接待外賓與辦公處所。

## 使用

### 嚴家遷入

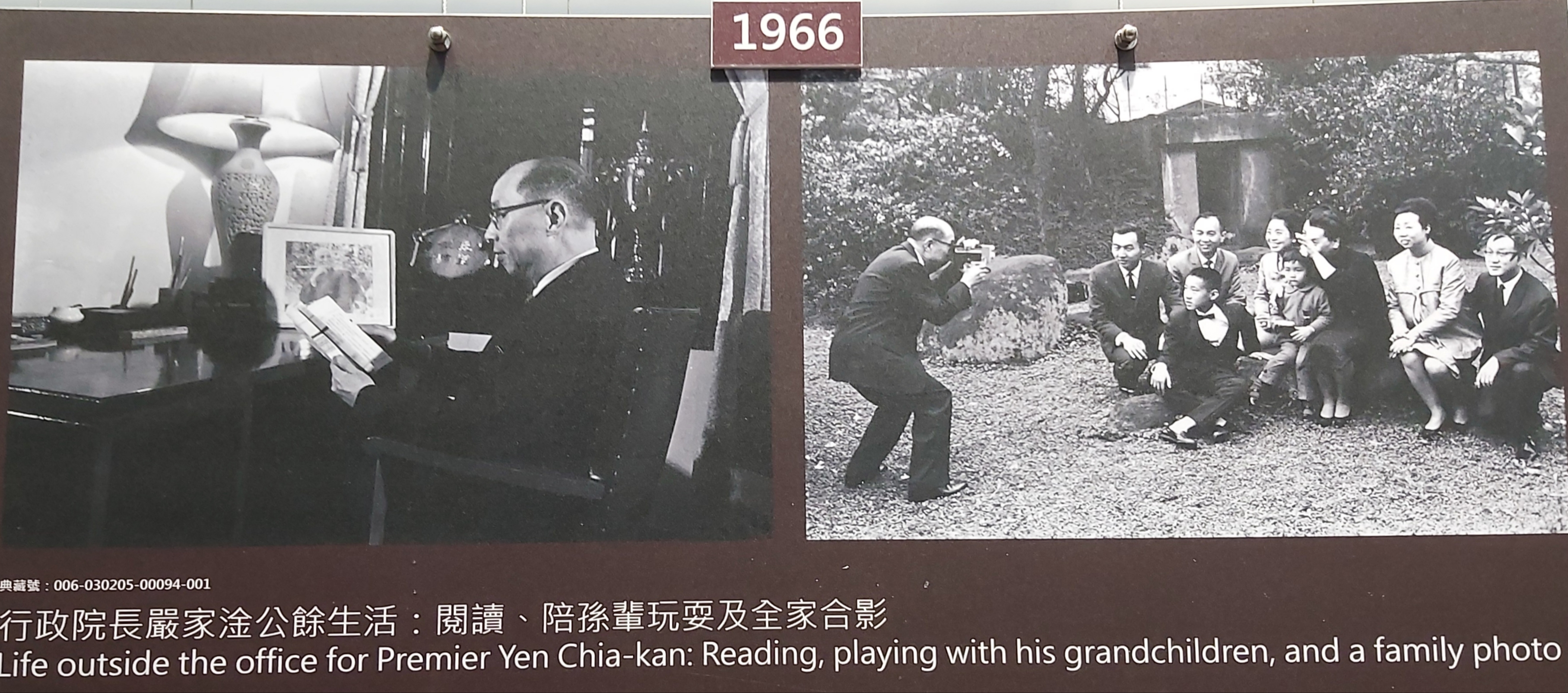
1966年，在重慶南路官邸從事休閒活動的嚴家淦（國史館館藏）

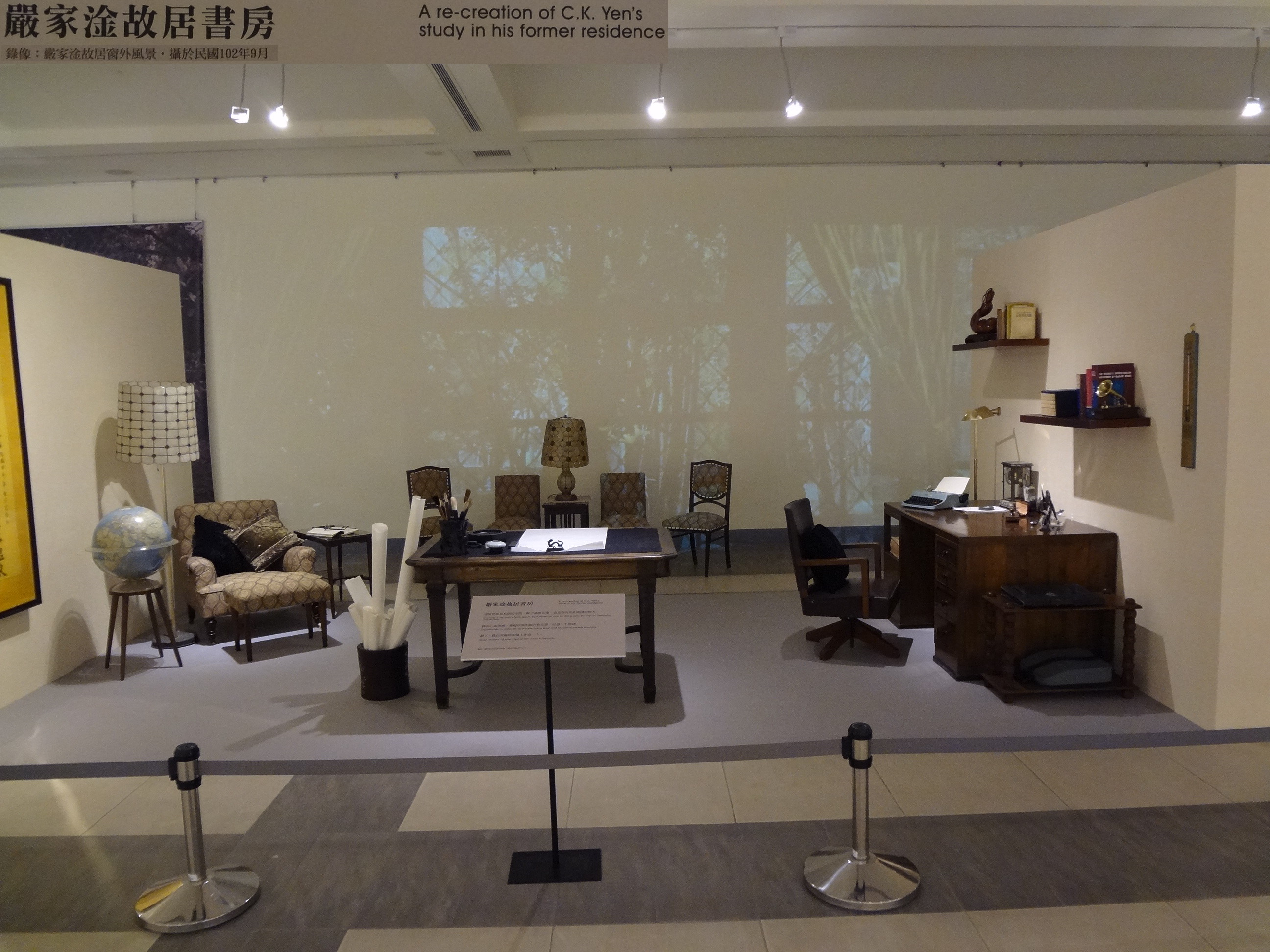
書房重建圖（2013年12月國立國父紀念館展示）

嚴家淦擔任國民政府臺灣接收委員時1945年從日本政府接收此屋，1946年他就任臺灣銀行董事長就遷入。嚴家淦兒子嚴雋泰回憶，他們全家從上海搬遷至臺灣後就居住在此屋，與其他親戚當時都住在一起，吃飯時席開四桌，在過去相當少見。
嚴家淦當選副總統時由總統府出面向臺灣銀行買下該宅，總統府正式公文中稱為「重慶寓所」。負責看護官邸的守衛之一，是二二八事件要角林江邁的女婿曾德順。
據嚴家淦紀念協會秘書長張放之，內部陳設和嚴家淦生前沒什麼兩樣。客廳的舊沙發是1945年嚴家淦從倉皇遷離的日本人買下的骨董，桌上水晶菸灰缸是美國總統理查·尼克森的贈禮，餐櫃裡放著從蘇州帶來的舊瓷盤。1966年採訪時，客廳有總統蔣中正上書「克難興邦」的鏡子、副總統陳誠為嚴家淦祝六十大壽的壽屏。書房入口擺設一整排的音響設備，特別顯目的是一架嚴家淦用來聽傳統戲曲的舊式錄音機，室內還有他在抗戰前就購買的16厘米攝影機、施振榮贈送的個人電腦等。
嚴家淦臥病的六、七年間，妻子劉期純移居到臺北榮民總醫院陪伴，直到丈夫過世。依行政院訂頒之《事務管理規則》第249條規定，官舍借用時間以借用人任職各機關為限；當借用原因消滅，總統府基於管理機關權責，應將該宿舍房地收回。對於依法要收回嚴家淦官邸，總統府發言人戴瑞明表示，總統府望立法院加快修法進度，因現行的《卸任總統禮遇條例》只涵蓋卸任總統本人，但並未涵蓋卸任總統逝世後其遺孀的照顧問題，在情理上確實說不過去。
1999年12月24日下午，嚴家淦逝世五週年之日，劉期純於此邸過世。

### 列為古蹟
嚴雋泰出國留學回來、結婚成家後，也住在此宅。總統府第三局人員於2000年3月21日造訪嚴雋泰，表示劉期純已逝，官舍必須依法在4月30日前騰出、歸還總統府。
當嚴家已開始打包時，和嚴家素不相識的民主進步黨立法委員范巽綠無意間獲知此事，便立刻奔走幫忙，還帶著多位文化與建築學者前往嚴家故居會勘，該年3月31日和同為民進黨籍的立委張俊雄、許榮淑以及多位學者舉行記者會，爭取社會各界的支持。當天古蹟建築專家李乾朗勘察後指出，嚴家淦故居是台北市僅存的日治時期高等官舍的前三名，其價值足可列為國定古蹟。4月6日，台北市文化局局長龍應台邀集立法委員范巽綠、許榮淑及古蹟建築專家李乾朗、黃俊銘、林會承、黃蘭翔、丘如華、徐裕健、賴志彰、康旻杰、王惠君等前往會勘。18日，李乾朗、黃俊銘、林會承、黃蘭翔、丘如華、徐裕健、賴志彰、康旻杰、王惠君九名審查委員一致通過成為台北市第九十二處古蹟。
由於保存嚴家淦故居牽涉多個不同層級單位，總統府秘書長游錫堃遂於2000年11月30日邀請文建會主委陳郁秀及內政部、財政部國有財產局官員在嚴家淦故居召開協調會。游錫堃表示，總統陳水扁認為嚴家淦功在國家，故居雖是總統府官舍，卻因其文物具歷史價值，主張保存並成立紀念館，嚴家後人也可續住，以維護文物。
2000年12月，中國國民黨立法院黨團大幅刪減總統府九十年度預算，使得謝東閔、孫運璿、李國鼎等人晚年照顧受影響；總統府只好出面請求國民黨酌刪新台幣1,400萬元便可。當時時任副總統的呂秀蓮原先租用重慶南路大樓作為官邸，則在2000年12月29日被刪減租金，並通過決議要行政院找合適房屋整修作為副總統官邸。呂秀蓮認為，嚴家淦故居距離總統府、總統官邸很近，上班、和陳水扁溝通、安全人員調度也比較方便，但正副元首住得太近有國安疑慮，因此不行。歷經一連串尋屋後，她屬意陳誠故居，土地為國有，地上物卻屬陳誠子女所有，只好罷休；最後在歌林公司董事長幫忙下，才找到房子。

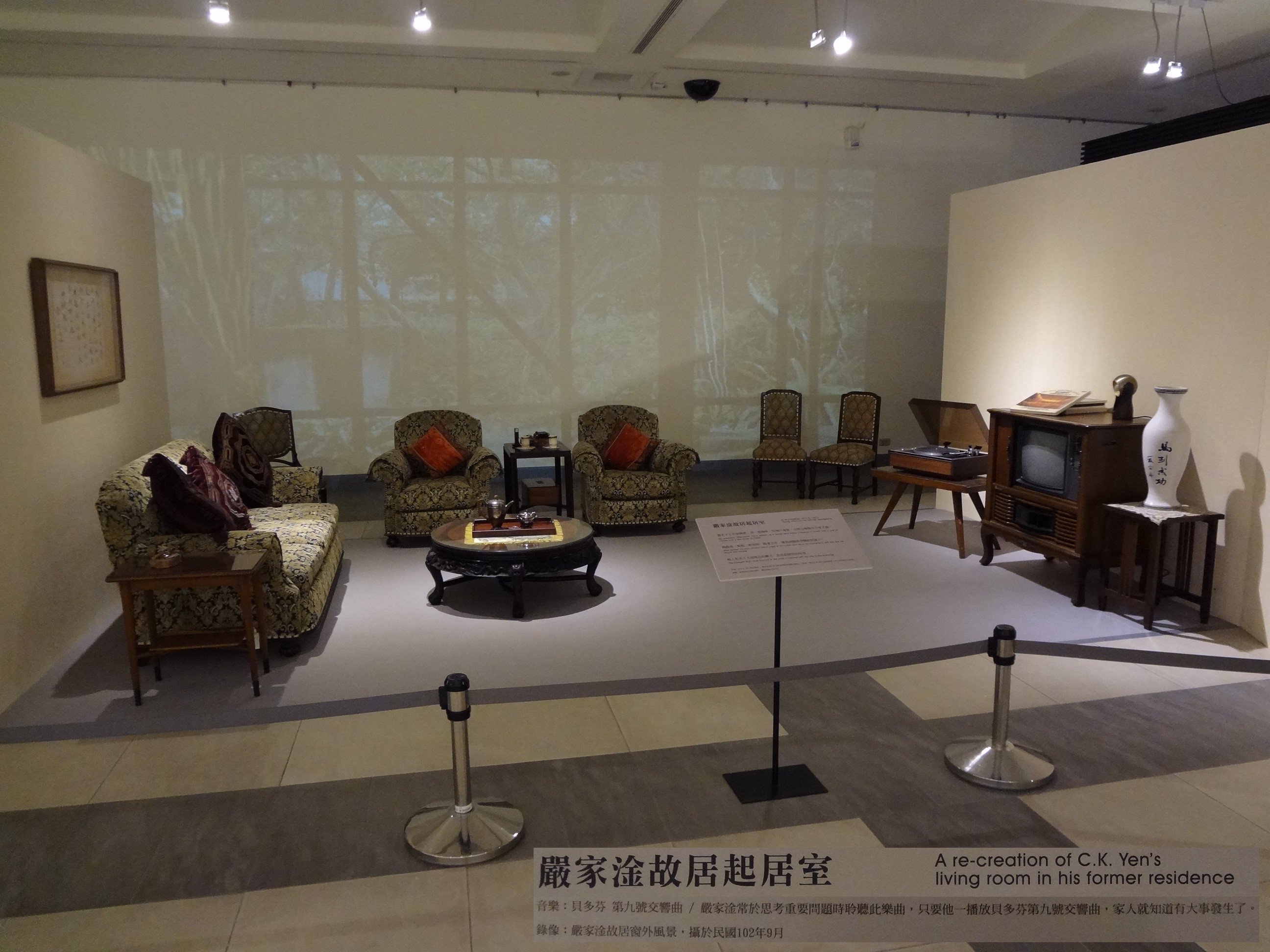
起居室重建圖（2013年12月國立國父紀念館展示）

2001年7月17日，內政部國定古蹟審查會以「嚴家淦先生故居」之名通過嚴家淦故居為國定古蹟。11月15日，在確定嚴家淦故居古蹟管制範圍的內政部會議中，專家考察網球場和大同之家的歷史關係，大致認為雖然嚴家淦曾在此活動或辦公，但這兩處應該不是嚴宅專屬專用，和嚴家淦的歷史聯結不密切；確定古蹟主體僅有圍牆內的嚴宅主建築，大同之家和網球場則建議台北市政府解編。
2002年3月12日，中國國民黨立法委員陳學聖到已漏水蟲蛀嚴重的嚴家淦故居勘察，對內政部史蹟維護科科長呂清源表示，嚴家淦故居應由總統府負責維修。18日，內政部邀集相關單位討論嚴家淦故居緊急搶修、蟲蟻防治、整體規劃、修繕以及營運管理等五項事宜，報請行政院動支第二預備金整修。
為紀念2004年11月7日嚴家淦百歲冥誕，在陳水扁指示下，總統府於當年冬季舉辦兩個月的嚴家淦文物展。
文化部為維護整體古蹟範圍，向北市都委會提出都市計畫變更，將嚴家淦故居土地使用分區從住宅區變更為保存區，2017年6月15日通過。